# رستاخیز

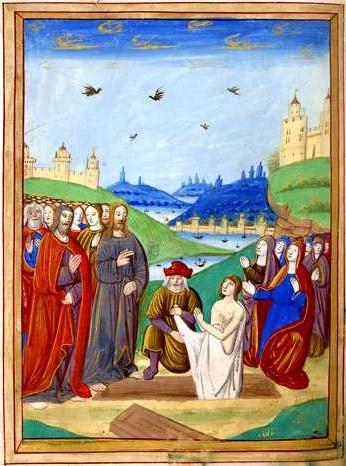
برخاستن ایلعاذر از مرگ کتاب ساعات

رَستاخیز یا زنده شدن مردگان یا بعث مفهومی است به معنای زنده شدن یک موجود پس از مرگ. این واژه یک مفهوم دینی است و از دو جنبه مختلف مورد استفاده قرار می‌گیرد، یکی اعتقاد به زنده شدن ارواح فردی که در حال حاضر رو به پیشرفت است (آرمان‌گرایی مسیحی، معادشناسی ادراکی) و دوم رویکرد دیگری است که فقط یکبار و به صورت «زنده شدن مردگان» در پایان جهان اتفاق می‌افتد. بیشتر معادشناسان، معتقد به یک رستاخیز جهانی هستند که طی آن تمام مردمان متعلق به همه قرون و اعصار تاریخ زنده می‌شوند. رستاخیز مردگان یک بنیاد اعتقادی در معادشناسی ادیان ابراهیمی است. در تعدادی از ادیان کهن، خدای زندگی، مرگ و تولد مجدد، خدایی است که می‌می‌راند و زنده می‌کند. مرگ و رستاخیز عیسی تمرکز اصلی مسیحیت است.
روح، بخش الهی و فناناپذیر ذهن (ضمیر) انسان است و بعضی معتقدند که همان وسیله اصلی است که مردم از طریق آن زنده می‌شوند زیرا براساس قانون علیت ماورای ماده، ماده را به وجود آورده و این ماورای ماده همان روح است که بخشی از ذات خداوند واحد است و درک آن خارج از فهم بشر است چون قوانین فیزیک بر آن مؤثر نیست.
مباحث دینی به دنبال دانستن این هستند که کدامیک از انواع رستاخیز واقعیت دارد؛ یک رستاخیز روحانی به همراه جسم روحانی مانند بهشت یا یک رستاخیز جسمانی به همراه جسم بازسازی شده انسان.
درحالی‌که بسیاری از مسیحیان اعتقاد دارند، رستاخیز عیسی با بدن جسمانی بود و عده کمی معتقدند که روحانی بود.
به صورت مستند موارد نادری از زنده شدن کسانی موجود هست که از نظر بالینی مرده‌اند؛ این‌ها به شکل علمی به عنوان «سندرم لازاروس» طبقه‌بندی شده‌اند؛ اصطلاحی که برگرفته از داستان انجیل دربارهٔ «رستاخیز ایلعاذر» است.
واژه رستاخیز از واژه رِست به اضافه خیز ترکیب شده است. رست در فارسی میانه به معنای مُرده و درگذشته است و رستاخیز یعنی برخاستن مردگان.

## ادیان باستانی در شرق نزدیک
مفهوم رستاخیز در مکتوبات برخی از ادیان غیرابراهیمی باستانی در خاور میانه یافت می‌شود. بقایای چند دست نوشته مصری و کنعانی به مرگ و برخاستن خدایانی مانند اُزیریس و بعل اشاره دارد. جیمز فریزر در کتاب خود به نام تنه درخت طلایی از مرگ و برخاستن خدایان گزارش داده است.
اما منابع بسیاری از نمونه‌های ارائه شده توسط او، به عقیده محققان مختلف، تحریف شده است.
در یک رویکرد مثبت تر متینجر در کتاب اخیر خود استدلال می‌کند که دسته‌بندی ظهور و بازگشت به زندگی برای خدایان زیر قابل توجه است: أوغاریت بعل، ملکارت، آدونیس، اِشمان، ازیریس و دامازی

## مزدیسنا
در باور زرتشتیان، مرگ روح را مجبور می‌کند تا گیتیگ (جهان مادی) را ترک کرده و وارد مینوگ (جهان معنوی) شود. آنگاه روح بر اساس آنچه که در نبرد میان خیر و شر انجام داده است، داوری می‌شود. بنا به گفته زرتشت، زن و مرد، خادم و مخدوم، همه نه بر اساس قدرت و ثروتشان در زندگی مادی، که بر اساس دستاوردهای نیکشان قضاوت می‌شوند. آنجا میترا به داوری نشسته و سروش و رشن که ترازوی عدالت را در دست دارد، در کنارش هستند. در ترازوی عدالت، بر یک کفه گفتار، کردار و پندار نیک شخص قرار دارد و بر کفه دیگر، گفتار، کردار و پندار شریرش. اگر کفه نیک بر کفه شر بچربد، شخص می‌تواند، درحالی که دئنه، دوشیزه زیبایی که چهره انسانی باطن شخص است، همراهی‌اش می‌کند، از پل چینوت گذر کرده و وارد پردیس شود. اما اگر کفه شر سنگین‌تر باشد، عرض پل به اندازه لبه خنجر باریک خواهد شد و درحالی که روح تلاش می‌کند از آن عبور کند، عجوزه‌ای وحشتناک بازوی او را گرفته و با خود به جهنم می‌کشاند، جایی که «تیرگی ماندگار دیرپایی و کورسویی و بانگ دریغایی» انتظارش را می‌کشد.
مفهوم جهنم، یعنی جایی که اهریمن حاکم آن است و انسان‌ها را شکنجه می‌کند، به نظر از ابتکارات خود زرتشت بوده باشد که به دلیل نیازی که او به وجود عدالت احساس می‌کرده، شکل گرفته است. بنا به گفته او، کسانی که نیک و بدشان با هم درآمیخته باشد، وارد حالتی خواهند شد که نه شادی را احساس می‌کنند و نه غم را. باید تصور کرد که ایرانیان قبل از زرتشت، همانگونه که در نوشته‌های ودایی هندی آمده، تصور می‌کردند که پس از ورود به بهشت، انسان به صورت دائمی درآنجا می‌ماند؛ اما در مزدیسنا، حتی گذر کردگان از پل هم باید برای بهترین زندگی تا زمانی که فرشگرد اتفاق افتد صبر کنند، زیرا هنوز نیروهای شریر از بین نرفته‌اند. چون فرشگرد رسد، زمین استخوان‌های مردگان را پس داده و هرکس به «تن پسین» خود می‌رسد. سپس داوری نهایی آغاز می‌شود و خیر از شر برای همیشه جدا می‌شود. آن زمان است که آریامن، ایزد دوستی و سلامتی، با کمک آذر همه فلزهای کوه‌ها را آب خواهد کرد و از آن رود درخشانی بر زمین جاری خواهد شد. تمام انسان‌ها باید از این رود عبور کنند؛ برای نیکان، آنگونه که نوشته‌های پهلوی گفته‌اند، مانند عبور از شیر گرم خواهد بود و برای شریران، مانند پا گذاشتن بر روی گوشت در فلز گداخته. شاید زرتشت در اینجا افسانه‌های مربوط به رودخانه‌های مذاب و فوران آتشفشان‌ها را با مجازات‌هایی که آن زمان با استفاده از فلز گداخته در ایران رایج بوده، ترکیب کرده‌باشد.
با داوری نهایی، شریران مرگ دومی را تجربه خواهند کرد و برای همیشه نابود خواهند شد. ایزدان و نیروهای روشنایی در نبرد بزرگی با دیوان و نیروهای تاریکی روبرو می‌شوند و آنان را شکست خواهند داد. سپس رود فلزی را به سمت جهنم هدایت خواهند کرد و اهریمن، آخرین موجود شریر جهان، از بین خواهد رفت. آنگاه اهورامزدا و ۶ امشاسپند هومه سفید را آماده خواهند کرد؛ چون بازماندگان از آن بنوشند، نامیرا شده و تا ابد، در پادشاهی یزدان، با شادی زندگی خواهند کرد، بدون بیماری، فساد و پیری.

## دین یونان باستان
در دین یونان باستان، شماری از مردان و زنان جسمی جاودان داشتند در نتیجه آن‌ها پس از مردن زنده‌می‌شدند. اسکلاپیوس توسط زئوس کشته شد تنها برای اینکه مجدد زنده شده و تبدیل به یک خدای بزرگ‌تر شود.
آشیل، بعد از کشته شدن، از توده هیزم مخصوص آتش زدن جسد مرده در مراسم تشیع جنازه‌اش توسط مادر الهی خود تتیس ربوده و به زندگی بازگردانده شد، و زندگی جاودانه در هر دو جهان هستی، دشت اهل بهشت یا جزایر خوبان به ارمغان آمد. مِمنون، که توسط آشیل کشته شد، به نظر می‌رسد به سرنوشتی مشابه دچار شد.
آلکمینی، کستور، هرکول و ملیسرت هم ازجمله اشخاصی بودند که گاهی در نظر گرفته شده که به شکل جسمانی جاودانه زنده شده‌اند. مطابق تاریخ هرودوت، قرن هفتم پیش از میلاد حکیم آرتیستس از پروکونسوس جزیره مرمر در دریای مرمر کنونی ابتدا مرده پیدا شد بعد از آن که بدنش در یک اتاق درب بسته ناپدید گشت. پس از آن نه تنها او زنده پیدا شد بلکه جاودانگی هم یافته بود.
بسیاری دیگر از شخصیت‌ها، مانند تعداد زیادی از کسانی که در جنگ‌های تروا و تیبان بودند؛ منلائوس و مشت زن تاریخی کلئومد از آستوپالیا که معتقدند با جسم خود جاودان شده بودند بی‌آنکه مرگی را در مرحله اول تجربه کرده باشند. درواقع، در آیین یونان همواره جاودانگی به‌طور طبیعی شامل یک اتحاد ابدی میان جسم و روح بوده است. انگاره فلسفی یک روح جاویدان اختراع بعدی بود که هرچند با نفوذ اما در دنیای یونان هرگز موفقیتی نداشت.
هرچند علاوه بر نارضایتی‌های فلاسفه مختلف نسبت به باورهای عمومی، در دوره مسیحیت هم شاهد مخالفت‌هایی در اینباره بوده‌ایم، اما باورمندان سنتی یونان همچنان بر این اعتقادشان پابرجا ماندند که بازگشت از مرگ و برخورداری از جسمی نامیرا در مورد افراد خاصی اتفاق افتاده است.
این اعتقاد سنتی دینی به جاودانگی جسمانی به‌طور کلی توسط فلاسفه یونانی مردود شمرده شد مثلاً پلوتارک فیلسوف دوره میان افلاطونی (در قرن اول میلادی) در فصلی از کتاب زندگی‌نامه‌های مردان نامی زندگی‌های موازی، دربارهٔ خبر ناپدید شدن اسرارآمیز و در پی آن الهی بودن رومولوس، آن را با باورهای سنتی یونانی مانند رستاخیز و جاودانگی جسمانی آلکمنه و آرتیستس اهل پروکونسوس مقایسه می‌کند
پلوتارک، آشکارا چنین عقایدی را که در آیین سنتی یونان بود تمسخر کرده و می‌نویسد،
بسیاری از این حوادث بعید توسط افسانه نویسان شما ساخته و پرداخته شده است که مخلوقات ذاتاً فناپذیر را موجوداتی خدایی به تصویر می‌کشند.
تناظر بین این اعتقادات سنتی و بعد از آن رستاخیز عیسی در اعتقادات مسیحیان اولیه به چشم می‌خورد چنانچه مارتیر جاستین دلیل میاورد که وقتی ما می‌گوییم عیسی مسیح، معلم ما به صلیب کشیده شد و مرد و مجدداً برخاست و به آسمان صعود کرد ما چیزی متفاوت از آنچه شما به عنوان آنچه برای پسران زئوس در نظر می‌گیرید، طرح نکرده‌ایم.
اگرچه اعتقاد به رستاخیز همگانی مردگان در میان یونانیان باستان وجود ندارد، ولی آنان معتقد بودند که خدایان نه فقط قادر بودند گوشت بدن را مجدد خلق کنند حتی بدنی که سوخته یا از میان رفته را نیز از نو به وجود آورند. نظریه یک رستاخیز عمومی برای مردگان در ظاهر برای یونانیان به‌طور کامل نامعقول بود. این موضوع در خطابه پل در ائروپاگوس نیز دیده می‌شود. پس از اولین گفته دربارهٔ رستاخیز عیسی که آتنی‌ها را به شنیدن بیشتر ترغیب می‌کند. پل دربارهٔ چگونگی ارتباط یافتن این پدیده با یک رستاخیز عمومی مردگان می‌افزاید،
با بازنگری بر نادانی‌های مکرر انسان، خداوند اکنون اعلام می‌دارد که همه انسانها هر کجا که هستند باید توبه کنند زیرا او روزی را معین کرده که در آن به عدالت دربارهٔ جهان قضاوت می‌کند؛ این کار را از طریق انسانی انتخاب شده به انجام می‌رساند که او را به نشانه‌ای برای همه انسانها مجهز کرده است و آن نشانه برخاستن از مرگ است

## یهودیت
''سه نمونه واضح در کتاب مقدس عبری موجود است که افراد مجدد بعد از مرگ زنده شدند. 
- الیاس نبی دعا می‌کند و خداوند پسر جوانی را مجدد زنده می‌کند[پانویس ۴]
- الیسع پسر زنی به نام شونامیت را زنده می‌کند[پانویس ۵] این بسیار شبیه بود به تولد کودکی که او قبلاً پیشگویی کرده بود.[پانویس ۶]
- بدن یک مرده بر قبر الیاس نبی پرت می‌شود و وقتی که بدنش با استخوان‌های الیاس نبی تماس می‌یابد مجدد زنده می‌شود[پانویس ۷]

بنا به نظر هربرت. سی. بریچتوته، که نوشته شده در اتحادیه کالج سالانه اصلاحات یهودیت نوشته شده، مقبره خانوادگی مفهوم اساسی در ادراک دیدگاه‌های زندگی بعد مرگ در کتاب مقدس است. بریچتوته بیان می‌کند که انگیزه این کار صرفاً یک احترام احساسی به جسم باقی‌مانده از شخص متوفی نیست بلکه دلیل آن بیشتر به ارتباط پذیرفته شده بین خاک سپاری مناسب و شرایط خوشبختی فرد مرده برای زندگی بعدی برمی‌گردد. بنا به نظر بریچتوته اسرائیلیان اولیه ظاهراً به این اعتقاد داشتند که مقبره‌های خانوادگی یا قبیله‌ای منجر به ایجاد نوعی اتحاد می‌شود و این کنار هم آمدن یکپارچه در واقع به واژه شئول در کتاب مقدس عبری بازمی‌گردد. هرچند این کلمه به خوبی در تناخ شرح داده نشده، اما شئول از این منظر محلی زیرزمینی بود که ارواح مردگان بعد از مرگ جسمانی خود به آنجا می‌رفتند. بابلی‌ها مترادفی به نام آرالو و یونانیان نیز به نام هادس داشتند.
بنا به نظر بریچتوته، دیگر نام‌های شئول در کتاب مقدس، آبددون به معنی از میان بردن،
همچنین بور به معنی گودال، و شخات به معنای فساد یافت شده است.

## مسیحیت
در مسیحیت، بحث انگیزترین رستاخیز، مربوط به رستاخیز عیسی مسیح است، اما همچنین شامل رستاخیز روز داوری به عنوان رستاخیز مردگان توسط آن دسته از مسیحیانی که در کیش نیسن مشترک هستند نیز می‌شود؛ که اکثریت جریان اصلی مسیحیت را در برمیگیرد، و همچنین زنده شدن مرده‌ها به عنوان معجزه عیسی و پیامبران عهد عتیق انجام شده است.
زنده شدن مجدد عیسی
بسیاری از مسیحیان رستاخیز عیسی را نظریه اصلی و محوری در مسیحیت می‌دانند. عده دیگری از مسیحیان به حلول روح مسیح و تجسد او به عنوان محور آموزه‌های مسیحی توجه دارند، هر چند این معجزات و به‌طور خاص رستاخیز او هستند که اعتبار لازم را برای پدیده تجسد وی فراهم می‌کنند. با توجه به نظر پولس، ایمان مسیحی بر محوریت رستاخیز عیسی مسیح و امید برای زندگی پس از مرگ قرار می‌گیرد. پولس رسول در نامه اول خود به قرنتیان نوشت، اگر تنها در این زندگی امید به مسیح داریم، ما بیش از همه انسان‌ها مورد ترحم هستیم. اما در واقع مسیح مجدد زنده شده، و این اولین محصول از بازگشت کسانیاست که در مرگ افتاده‌اند.
تقریباً همه مسیحیان کاتولیک، ارتدوکس و پروتستان و پیروان کلیسای آشوری شرق رستاخیز جسمانی عیسی مسیح را به عنوان یک رویداد واقعی تاریخی قبول دارند، و انکار واقعیت فیزیکی رستاخیز او را به عنوان یک ارتداد محکوم می‌کنند.
معجزات زنده شدن دوباره

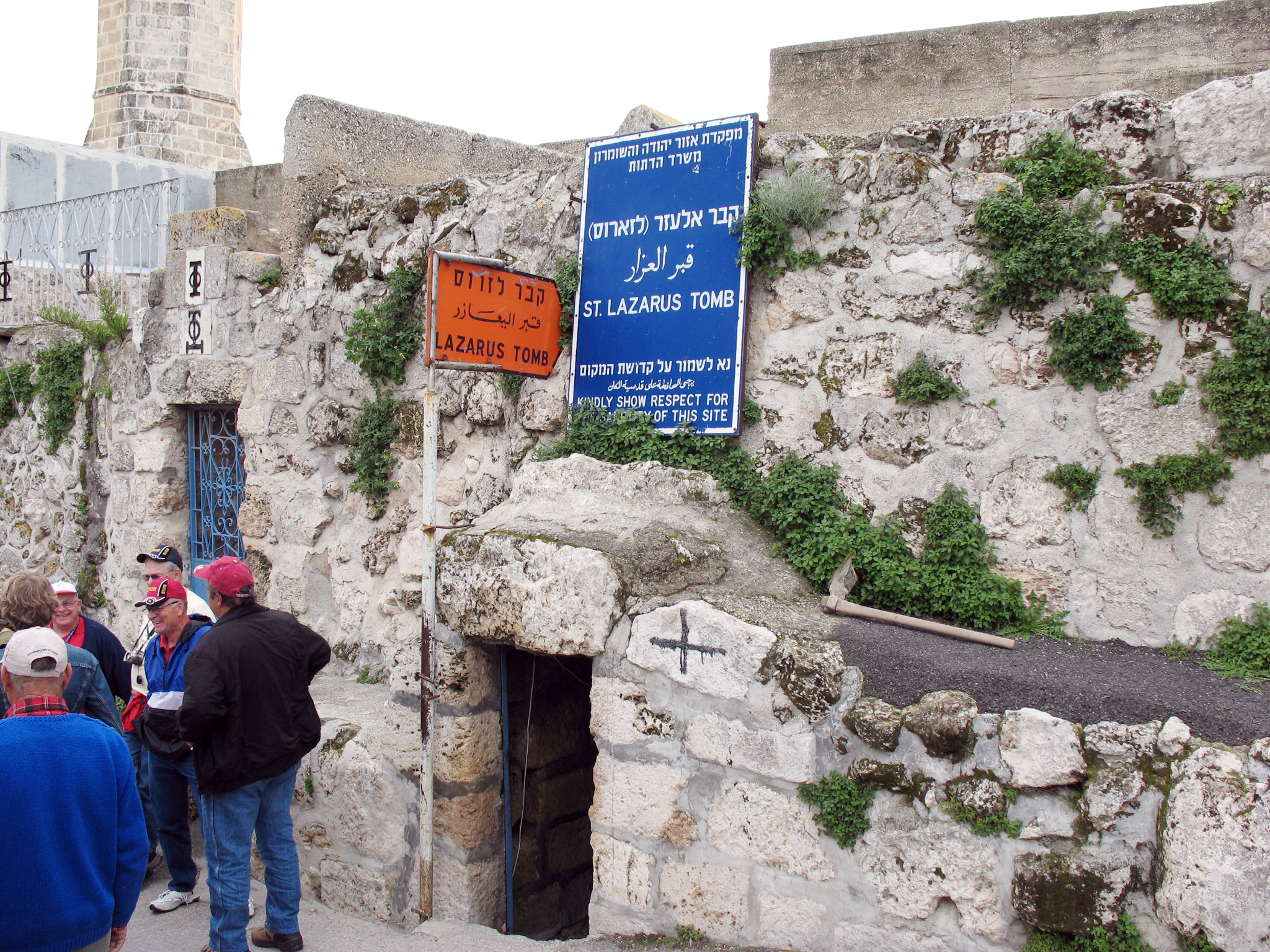
آرامگاه مشهور لازاروس در العیزریهدر

 زمان مأموریت عیسی مسیح بر روی زمین پیش از مصلوب شدنش، او به دوازده حواری خود در میان دیگر چیزها زنده کردن مردگان را نشان داد.

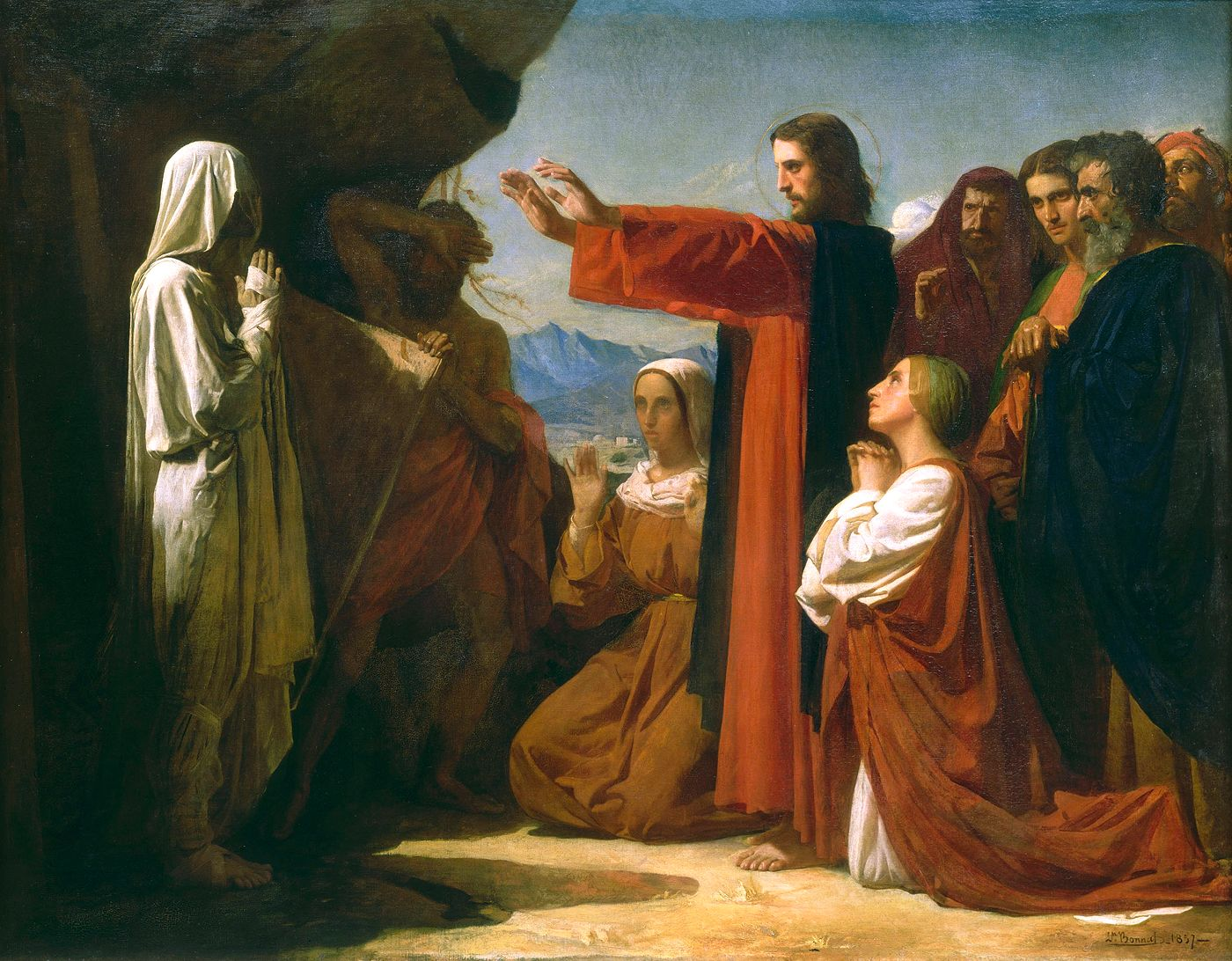
رستاخیز ایلعاذر، نقاشی توسط لئون بونات، فرانسه، ۱۸۵۷.

در کتاب مقدس عهد جدید، گفته می‌شود که عیسی چند نفر را زنده کرده است که‌ها شامل دختر جایروس در مدت کوتاهی پس از مرگ، یک مرد جوان درمیان مراسم تشیع جنازه‌اش، و ایلعاذر، که به مدت چهار روز از خاک سپاری او می‌گذشت. با توجه به انجیل متی، پس از رستاخیز عیسی، بسیاری از قدیسین مرده از مقبره خود بیرون آمده و وارد اورشلیم شدند، جایی که بسیاری از آن‌ها ظاهر شدند.
مشابه این زنده کردن‌ها به حواریون و قدیسان مسیحی هم نسبت داده شده است. در کتاب اعمال رسولان آمده است که پیتر زنی به نام دورکاس را زنده کرد، و پولس مردی به نام اوتیچاس را زنده کرد که در زمان خواب از پنجره به پایین افتاده و مرده بود. به طوری‌که در شرح زندگی رسولان مسیحی ارتدوکس ثبت شده با ورود به دوره روسلان، بسیاری از قدیسان مسیحی مردگانی را زنده کردند.
زنده شدن مردگان در قیامت
مسیحیت به عنوان یک جنبش مذهبی در قرن نخست یهودیت (در اواخر معبد دوم یهودیت) آغاز شد، و همان عقیده فریسی‌ها دربارهٔ زندگی پس از مرگ و معاد را حفظ کرد. این باور تنها یکی از اعتقادات پرشمار موجود در معبد دوم یهودیت بود که در مورد جهان آینده ذکر شده است و به خصوص توسط صدوقی‌ها رد شد. با این حال، باور مصرانه به رستاخیز جسمانی به‌سرعت در درون مسیحیت اولیه غلبه یافت و در تضاد با آموزه‌های گنوستی قرار گرفت که در آن جسم شریر محسوب می‌شد. اکثر کلیساهای امروزی مسیحی همچنان به حمایت از این باور ادامه داده‌اند که یک رستاخیز نهایی و جهانی بعد از این در راه است؛ شاید همان‌طور که پولس رسول گفت،
او (خدا) روز مشخصی را تعیین کرده، که در آن به قضاوت جهان می‌پردازد. و آنجا رستاخیز مردگان اعم از عادلان و بی انصافان رخ خواهد داد.
در کتاب مکاشفه نیز اشارات زیادی دربارهٔ روز داوری و زمانی که مرده‌ها زنده می‌شوند وجود دارد.

## فلسفه افلاطونی
در فلسفه افلاطونی و اندیشه‌های دیگر فلاسفه یونان، گفته می‌شود که در مرگ روح بدن پَست را پشت سر می‌گذارد. این نظر که رستاخیز عیسی روحانی بود نه جسمانی، طرفدارانی در میان برخی معلمان مسیحی نیز پیدا کرد، کسانی که نویسنده کتاب اول یوحنا آن‌ها را دجال و ضد مسیحی می‌داند. اعتقادات مشابهی در کلیساهای اولیه شکل گرفت و با گنوستیزم موسوم شد. هر چند بر اساس آنچه که در انجیل لوقا آمده عیسی مسیح رستاخیز یافته به صراحت می‌گوید
،
نگاه کنید به دستانم و پاهایم، که من خودم هستم. دست بزنید و ببینید، برای یک روح گوشت و استخوان نیست در حالی که می‌بینید من دارم.

## اسلام
اعتقاد به روز رستاخیز،(به عربی: یوم القیامة) برای مسلمانان بسیار مهم است. آن‌ها بر این باورند که زمان قیامت توسط خداوند از پیش تعیین شده است، اما برای انسان ناشناخته می باشد. سختی‌های قبلی و در طول محاکمه قیامت در قرآن و حدیث شرح داده شده، و همچنین در تفسیر دانشمندان اسلامی به آن اشاره شده است. قرآن بر رستاخیز جسمانی تأکید دارد، عقیده‌ای که یک وجه تمایز نسبت به فهم مرگ در دوران پیش از ظهور اسلام محسوب می‌شود.
در سوره بقره به زنده شدن مرده‌ای که بنی اسرائیل پس از کشتن او در آن درگیری داشتند، با زدن بخشی از بدن قربانی (گاوی که نشانی آن را خداوند داده بود) اشاره شده است: «و گفتیم بزنید به او به بخشی از آن بدین گونه زنده می‌کند خداوند مردگان را و نشان می‌دهد آیه‌هایش را باشد که خردتان را به کار گیرید» سوره بقره آیه ۷۳.

### نشانه‌های اصلی قیامت
آنچه از بیانات قرآن استفاده می‌شود این است که جهان با رسیدن قیامت پایان می‌یابد و عالمی جدید پس از رستاخیز برپا می‌شود. قرآن علامت‌هایی را برای قیامت بیان کرده است که می‌توان آنها را در سه گروه تقسیم‌بندی کرد:
الف. حوادثی که قبل از پایان جهان محقق می‌شود: یکی از حوادث قبل از قیامت، بعثت آخرین پیامبر است.
از دیگر نشانه‌های پایان یافتن این عصر دودی است که در آسمان ظاهر می‌شود. در قرآن آمده است: منتظر روزی باش که آسمان دود آشکاری پدیدآورد.
یکی از اصحاب محمد از معنای دخان (دود) سؤال کرد، محمد جواب داد: «دودی است که بین مشرق و مغرب را پر می‌کند و چهل شبانه روز باقی می‌ماند، اما مؤمن حالتی شبیه به زکام به او دست می‌دهد و کافر همچون مستان خواهد بود و دود از بینی و گوش‌ها و پشت او بیرون می‌آید».
ب. حوادثی که در آستانه پایان جهان پدیدار می‌شود:
۱. کوه‌ها بعد از مقدماتی متلاشی می‌شود. کوه‌ها در ابتدا به لرزه در می‌آیند. بعد از جا کنده‌می‌شوند. سپس ب حرکت درمی‌آیند. و در هم کوبیده می‌شوند. آن گاه به صورت توده‌ای از شن‌های انباشته درمی‌آیند. بعد به صورت گرد و غبار پراکنده می‌شوند.
۲. دریاها برافروخته و منفجر می‌شوند: «آن زمان که دریاها منفجر شود.» «در آن هنگام که دریاها برافروخته شود».
۳. زلزله‌های سترگ و ویرانگر: زلزله‌های بی‌سابقه و سترگی تمام کره خاکی را به لرزه درمی‌آورد، همه چیز در هم ریخته است و از بین می‌رود و تمام انسان‌ها در لحظه‌ای کوتاه مدفون می‌شوند: «ای مردم! از پروردگارتان بترسید و پرهیزگاری پیشه کنید که زلزله رستاخیر مسئله مهمی است».
۴. تاریک شدن خورشید و ماه و ستارگان: «در آن هنگام که خورشید در هم پیچیده شود و در آن هنگام که ستارگان بی فروغ شوند».
۵. شکافته شدن آسمان و کرات: «در آن هنگام که آسمان شکافته‌شود».
ج. حوادثی که در آغاز رستاخیر و بازگشت به حیات مجدد ایجاد می‌شود:
مرحله آخر در قیامت، حوادثی است که بعد از اتمام دو مرحله قبل پدید می‌آید: «وعده الهی در آن روز تحقق می‌یابد که این زمین به زمین دیگر و آسمان‌ها (به آسمان‌های دیگر) مبدّل می‌شود و انسان‌ها در پیشگاه خدا ظاهر می‌گردند».
از دیدگاه شیعه
در اصطلاح علم کلام و در عقیده شیعیان، پیش از قیامت و به هنگام ظهور مهدی امام دوازدهم، خداوند گروهی از مردگان را به همان صورتی که قبلاً در دنیا بوده‌اند به دنیا برمی‌گرداند، گروهی را عزیز و گروهی را ذلیل می‌کند و اهل حق را بر اهل باطل غلبه داده، داد مظلومان را از ستمگران می‌گیرد. آن‌ها این باور خود را به برخی آیات قرآن و روایات نسبت می‌دهند.

### نشانه‌های خُرد رستاخیز
نشانه‌های خُرد رستاخیز، بازه‌ای از پیشامدهایی است که روز رستاخیز اسلامی را در پی دارد.
تفاوت پایه‌ای میان آن و نشانه‌های کلان رستاخیز، اندازه فاصله‌ای است که تا خود فرشگرد به درازا می‌کشد.
نشانه‌های گذشته
- شخص محمد:

محمد گفته است: میان [روزگارِ] من و رستاخیز همین دو انگشت (انگشتر و اشاره)فاصله است؛
- دونیم‌شدن ماه[۳۹]
- مرگ محمد[۴۰]
- گشودن بیت‌المقدس:

در فروردین سال  ۱۶ هجری خورشیدی، اورشلیم به دست سپاهیان عمر بن خطاب برافتاد؛
- همه‌گیری بیماری درون‌خارشی گوسفندی:[۴۲]

در سال ۱۸ خورشیدی یک همه‌گیری بسیاری از دام‌ها را از میان برد؛
- آشوبی که خانه‌های عرب را درمی‌نوردد:

بسیاری، آشوب نخست در روزگار پایانی عثمان پور عفان را مصداق این پیش‌بینی می‌دانند؛
- پیدایش خوارج:

محمد گفته است: در [نزدیکیِ] پایان جهان گروهی از کم‌سالانی کم‌خِرد پدیدار شوند که از قرآن خواندن تنها شیوه خوانشش بدان‌ها رسیده است؛ شتابان، همچون تیر از کمان از دین به در می‌آیند.
بسیاری از حدیث‌شناسان مسلمان، نبرد نهروان را یکی از نخستین پدافندهای مسلمانان نخستین در برابر خوارج دانسته‌اند.

### اَشراط الساعه
(نشانه‌های رستاخیز)
۱-قبل از پایان جهان
پیش از پایان جهان براساس روایات اسلامی تحولات زیر صورت می‌پذیرد ظهور پیامبر آخرالزمان-شق القمر-ظهور دجال-رواج دروغ و افترا-حلال شدن رشوه-سوار شدن زنان بر وسائل سواری- رجوع به زنان برای مشورت-مشارکت زنان درامور تجاری-شباهت مردان به زنان-شیوع لواط و سحق-شیوع بیماری‌های صعب العلاج-خروج۶۰نبی کذاب-رواج فساد-قحطی-خروج سفیانی-قتل نفس ذکیه (هاشمی)-خروج یمانی-نزول عیسی-ظهور مغربی-فراگیری دود و
۲-درپایان جهان (صور اول)
درپایان جهان توسط اسرافیل فرشته خداوند در شیپور دمیده خواهدشد یا به طبل نواخته می‌شود و جهان در خاموشی مطلق قرار می‌گیرد، قرآن بخشی از حوادث صور اول رابیان داشته است.
متلاشی شدن کوه‌ها-انفجار دریاها-زلزله عظیم-تاریک شدن خورشید و ماه و ستارگان-شکافتن کرات-صاف شدن زمین-اسمان چون فلز گداخته می‌شود پس از رویداد فوق به‌مدت۴۰سال جهان در سکوت مطلق فرومی‌رود که به برزخ عالم هستی معروف است و سپس صور دوم توسط اسرافیل یا خود حق تعالی نواخته می‌شود و جهان دوباره زنده‌می‌شود. و
۳-در آغاز رستاخیز (صور دوم)
پس از نواخته شدن صور دوم جهان رستاخیز آغاز می‌گردد قرآن از حوادث آغاز جهان رستاخیز تعابیر بسیاری داردکه بخشی از آن‌ها اشاره می‌شود.
مردم به‌مانند پروانه‌های پراکنده‌اند-آنچه درسینه هاست پدیدار می‌شود-زلزله زمین و خروج بارهای آن-زمین اخبار خود را می‌دهد-انسان از خود می‌پرسد چه خبرست-آمدن مردم دسته دسته برای دیدن اعمال خود-از نعمت‌های خداوند بازخواست می‌شود-آن روز سودی ندارد-کسی عذاب کسی را نمی‌پذیرد-کسی بند کسی را باز نمی‌کند-روزی که نه مال یاور انسان است نه فرزند-درآن روز رشوه و هدیه کمکی نمی‌کند-مجرمان با علائم‌شان شناخته می‌شوند و با موی پیشانی گرفته و به جهنم برده می‌شوند-هر امتی با امام خود می‌آید-درآن روز هر بارداری بار خود را زمین می‌گذارد و هر صاحب جمعی از جمع خود غافل می‌شود-درآن روز مردم دو دسته‌اند دسته‌ای نامه اعمالشان به‌دست راست که اصحاب الیمین یا اصحاب المیمنه‌اند آنان دربهشت برین جای دارند و دسته دیگر نامه اعمال از پشت و به دست چپ آنان داده می‌شود آنان اصحاب الشمال یا اصحاب المشئمه‌اند و جایگاه آنان دوزخست-چهره‌های ابرار شادان و چهره‌های فجار غمگین و غبارآلود است-گروهی دیگر مقربین یا سابقین اند که در جایگاه ویژه‌ای قراردارند-درآن روز اعضا و جوارح و پوست بدن شهادت می‌دهند-برخی کورند زیرا در دنیا خدا را فراموش کرده بودند برخی به صورت بوزینه یا سایر حیوانات به دلیل اعمالشان-مقدرات هرکس طوق گردن اوست-درآن روز دل‌ها به حنجره می‌رسد و آرزوی بازگشت به دنیا می‌شود. و

#### مدت توقف در رستاخیز
قرآن خداوند را سریع الحساب بیان می‌کند. در سورهٔ یس آیه ۵۱ الی ۵۴ خداوند می‌فرماید: و در صور دمیده می‌شود پس در آن هنگام آن‌ها از قبرها بسوی پروردگارشان جاری می‌شوند. می‌گویند ای وای بر ما چه کسی ما را از قبرمان برانگیخت؟ این چیزی است که خدای الرحمان وعده داده و پیامبران راست گفتند. آن مگر یک نعره‌ای نیست پس در آن لحظه آن‌ها در نزد ما جمع شدگانی حاضرند. پس امروز بر هیچ نفسی ظلم نخواهد شد و جزا نمی‌بینید مگر آنچه که می‌کردید.

## ذن، بودیسم
داستان‌هایی در بودیسم هستند که در چان یا سنت ذن از قدرت رستاخیز گفته می‌شود. یکی از این موارد افسانه‌ای دربارهٔ بودی دارما یک استاد هندی است که مکتب اکایانا را از هند به چین به ارمغان آورد و بعدها تبدیل به چان بودیسم شد. مورد دیگر دربارهٔ مرگ یک فرد چینی به اسم پوهوا، جی فوک است که یک استاد چان بود. پوهوا برای رفتار غیرعادی و سبک تدریسش شناخته شده بود بنابراین جای تعجب نیست که اتفاقی غیرمعمول و نقض‌کننده محدودیت‌های مرسوم درباره‌اش سر بزند. روایتی از آموزه‌های ذن رینزای نقل شده که،
 روزی فوک در بازار مشغول گدایی کردن بود و جامه‌ای طلب می‌کرد. هر کسی به او چیزی پیشنهاد داد اما او هیچ‌یک از آن‌ها را نخواست. استاد لینجی یک تابوت فوق‌العاده می‌خرد و وقتی فوک برگشت لینجی به او گفت بیا، من این را برای تو تهیه کرده‌ام. فوک تابوت را بر دوش گرفت و به بازار برگشت. آنگاه با صدای بلندفریاد زد، رینزای این ردا را به من داد من برای تغییر شکل (مردن) عازم دروازه شرق هستم. مردم بازار مشتاق به تماشا پشت سر او جمع شدند. فوک گفت: «نه، امروز نه، فردا برای تغییر شکل (مرگ) باید به دروازه جنوبی وارد شوم.» به همین ترتیب سه روز گذشت و هیچ‌کس دیگر حرفش را باور نداشت. در روز چهارم و بدون حضورتماشاگری، فوک به تنهایی بیرون دیوارهای شهر رفت و در تابوت خوابید. او از رهگذری خواست کرد تا چفت تابوت را بیندازد. اخبار این کار فوک یکباره در شهر پخش شد، و مردم بازار با عجله آنجا آمدند. وقتی درب تابوت را باز کردند دریافتند که بدنش ناپدید شده، اما از آن بالای آسمان صدای زنگوله دستی او را شنیدند.

## ناپدید شدن (پدیده‌ای مجزا از زنده شدن دوباره)
به موازات رشد دانش ادیان و مذاهب مختلف، ادعای ناپدید شدن جسم برخی از اشخاص مذهبی و اساطیری نیز وارد این مقوله شده است. در آیین یونان باستان، این روش خدایان بود تا برای برخی جسم جاودانه به وجود آورند از جمله اشخاصی چون کلیتوس، گانیمید، منلائوس و تیتونوس
پلوتارک فیلسوف یونانی در فصل رومولوس از کتاب خود با عنوان زندگی‌های موازی، اعتقاد به چنین ناپدید شدن‌هایی مورد نقد قرار می‌دهد و ادعای ناپدید شدن‌های معجزه آسای شخصیت‌های تاریخی چون کلومدس، استیپالایا و کروسس را مورد استناد قرار می‌دهد. در زمان بت پرستان گذشته شباهت‌های این کارهای به وسیله نویسندگان اولیه مسیحی چون جاستین به عنوان کار شیاطین و شیاطینی شرح داده شده که قصد گمراه کردن مسیحیان را داشته‌اند. اما در سال‌های اخیر مشابه چنین وقایعی مثلاً دربارهٔ گِسار، منجی تبتی گزارش شده که در پایان، پس از سر دادن شعار در بالای کوه لباس‌هایش خالی به زمین سقوط می‌کنند.
بدن اولین گورو (معلم معنوی) سیک‌ها، که با عنوان گورو نانک شناخته می‌شود نیز ناپدید اعلام شده بطوری‌که گل‌ها در محل جسم مرده او باقی‌ماندند. همچنین نقطه‌ای قدیمی در اورشلیم هست جایی که محمد سوار بر اسب البراق شد و معراج رفت.
لرد راگلان، بسیاری از شخصیت‌های دینی را که جسمشان ناپدید شده یا بیش از یک زیارتگاه دارند را فهرست کرده است.
بی تراوان، نویسنده کتاب گنج سیرا مادره، نوشت که اینکا ویروکوچا، بر روی دریا قدم زد و به بالا رفت و ناپدید شد.
بنظر می‌رسد که آموزه‌هایی دربارهٔ پاکی و فساد ناپذیری بدن قهرمانان به این پدیده مرتبط هستند. شاید، این نیز برای ممانعت از دنبال کردن و جمع‌آوری بقایای بدن قهرمان هااست. در حالی که اگر ناپدید شوند با ایمنی محافظت می‌شوند
اولین مورد از این نوع در کتاب مقدس ذکر شده است که خنوخ (پسر یارد، پدر پدربزرگ نوح، و پدر متوشالح) است. گفته می‌شود که خنوخ در زندگی با خدا راه رفت و پس از آن ناپدید شد، چرا که خدا او را برد.
در تثنیه موسی مخفیانه به خاک سپرده شد. ایلیا در یک گردباد ناپدید شد. پس از صدها سال این دو قهرمان پیشین کتاب مقدس به‌طور ناگهانی دوباره ظهور می‌کنند و در حال راه رفتن با مسیح دیده می‌شوند و سپس دوباره ناپدید می‌شوند. دربارهٔ آخرین باری که او دیده شده تنها در انجیل لوقا اشاره رفته که عیسی شاگردان خود را با صعودی به آسمان ترک کرده است.

## زامبی‌ها
زامبی‌ها (فرانسوی هائیتی: zombi، زبان کریول آییسینی: zonbi) یک مرده متحرک است که از طریق زنده کردن جسد انسان ایجاد شده است. زامبی‌ها بیشتر در آثار ژانر ترسناک و فانتزی یافت می‌شوند. این اصطلاح از فولکلور هائیتی آمده است، که در آن زامبی یک بدن مُرده است که با روش‌های مختلف، معمولاً جادو، دوباره زنده می‌شود.